# نيكون إل مايسترو
نيكون إل مايسترو (بالإنجليزية: Nikon El Maestro)‏ هو مدرب كرة قدم ولاعب كرة قدم بريطاني وصربي في مركزي الهجوم والوسط، ولد في 3 يونيو 1993 في بلغراد في صربيا. شارك مع منتخب صربيا تحت 19 سنة لكرة القدم ومنتخب صربيا تحت 21 سنة لكرة القدم. أما مع النوادي، فقد لعب مع كورونا كييلتسى ونادي أويبست.

## وصلات خارجية
- نيكون إل مايسترو على موقع قاعدة بيانات كرة القدم.إي يو (الإنجليزية)
- نيكون إل مايسترو على موقع عالم كرة القدم.نت (الإنجليزية)